# Hertogdom Pruisen
Het Hertogdom Pruisen was een hertogdom dat ontstond in 1525 en daarmee de Duitse Orde opvolgde in het oosten van Pruisen. Het was de eerste lutherse staat met een overwegend Duitstalige bevolking.
Het hertogdom met hoofdstad Koningsbergen (Königsberg) werd door de keurvorsten van Hohenzollern van het Markgraafschap Brandenburg geërfd in 1618. Daarna werd het een personele unie onder de naam Brandenburg-Pruisen totdat het werd verheven naar de status van koninkrijk in 1701.
Tot 1657 bleef het hertogdom Pruisen een autonome vazalstaat van het Pools-Litouwse Gemenebest, totdat de Grote Keurvorst Frederik Willem van Brandenburg in het Verdrag van Wehlau (1657) volledige soevereiniteit verkreeg. Dit werd nog eens officieel erkend in het Verdrag van Oliva in 1660.

## Geschiedenis

### Achtergrond
Het protestantisme verspreidde zich in de 16e eeuw door de voorheen katholieke Pruisische regio van de Duitse Ordestaat . De protestantse inwoners van het gebied begonnen zich onafhankelijk van de katholieke overheersers te ontwikkelen. De grootmeester van de orde, Albrecht van Brandenburg, ontbrak het aan militaire middelen om de autoriteit van de orde te doen gelden.
Na het verlies van de Duitse Orde in de Poolse Teutoonse Oorlog, de bekering van Albrechts persoonlijke bisschop, Georg von Polenz en een aantal van zijn ridders tot het lutheranisme, zocht Albrecht naar een oplossing.
De oplossing kwam toen Maarten Luther Albrecht aanmoedigde in 1522 in Wittemberg en in 1524 in Neurenberg om de Ordestaat te laten seculariseren tot een hertogdom, met Albrecht aan het hoofd. De Duitse Orde had geen toekomst en maakte geen kans tegen de opkomende Reformatie.

### Uitroeping hertogdom

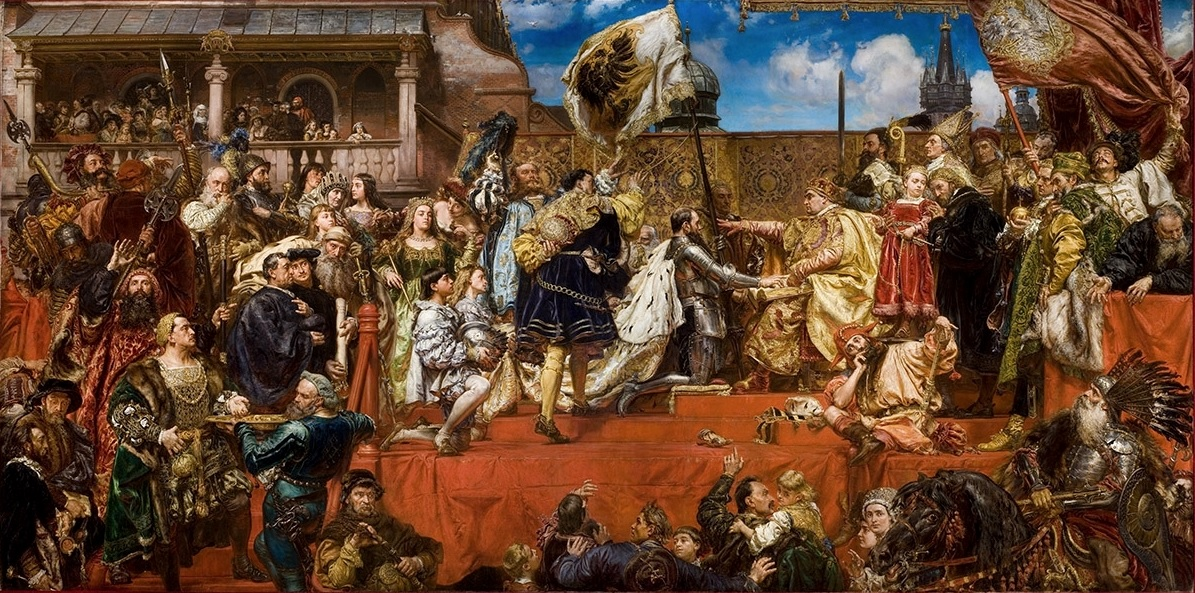
Pruisische Hommage, schilderij door Jan Matejko (1882). Albert van Pruisen krijgt het hertogdom Pruisen als Heerlijkheid van de Poolse koning Sigismund I

Op 1 maart 1526 huwde Albrecht met prinses Dorothea van Denemarken, de dochter van de Deense koning Frederik I, waardoor politieke banden ontstonden tussen het lutheranisme en Scandinavië. Albrecht kreeg steun van zijn oom Sigismund van het katholieke Polen, terwijl het Heilige Rooms Rijk en de Rooms-Katholieke Kerk hem verbannen had omdat hij protestant geworden was. Hij kreeg ook steun van zijn broer, George van Brandenburg-Ansbach, die het protestantisme reeds in het Hertogdom Franken, en Opper-Silezië had gevestigd.
Het kerstenen van de inheemse plattelandsbevolking door de Duitse Orde was slechts oppervlakkig; ze had weinig kerken opgericht en het verlangen naar het rooms-katholicisme was beperkt. Baltische Pruisen en Pruisische Litouwers bleven in sommige gebieden hun heidense gewoonten verder beoefenen. Ze geloofden bijvoorbeeld in Perkūnas, die gesymboliseerd werd door een bok. Bisschop George van Polentz verbood in 1524 het aanbidden van heidense goden en herhaalde dit in 1540 met een ban.
De bisschop had op 18 januari 1524 de opdracht gegeven om bij de doop alleen inheemse talen te gebruiken, waardoor de godsdienst voor de mensen meer toegankelijk werd. Er was weinig weerstand bij de nieuwe gelovigen. Alhoewel de Duitse Orde het katholieke geloof eerst in het gebied gebracht had, was de overgang naar het protestantisme makkelijk.
De kerkorde van 1525 zorgde voor bezoeken aan de parochianen en herders, sinds 1538 uitgevoerd door bisschop George van Polentz. Het hertogdom Pruisen was een luthers land. Autoriteiten reisden door het hertogdom en gingen na of de lutherse leringen werden gevolgd. Er werden straffen opgelegd aan afvallige heidenen en dissidenten. De plattelandsbevolking werd tijdens de Reformatie in Pruisen pas gekerstend.
In 1525 brak een boerenopstand uit in Samland. Het heffen van belastingen, het opleggen van de protestantse reformatie en de secularisatie van de Duitse Orde verergerden de onrust. De rebellenleiders waaronder een molenaar uit Kaimen en een kastelein uit Schaaken, werden gesteund door sympathisanten uit Koningsbergen. De rebellen eisten de afschaffing van de nieuwe belastingen en een terugkeer naar een oudere belasting van twee mark voor elke Hufe.
De opstandelingen zeiden in opstand te komen tegen de adel, die hen slecht behandelde; niet tegen hertog Albrecht. Hij was op reis in het Heilige Roomse rijk en de rebellenleiders wilden hem persoonlijk spreken. Hertog Albrecht kwam terug naar Pruisen en ging akkoord om de rebellenleiders in het openbaar te ontmoeten. Hij lokte hen daarmee in de val en liet hen door zijn ridders omsingelen. De rebellenleiders werden gearresteerd en later geëxecuteerd. Hierna waren er geen grote opstanden meer en Pruisen werd een protestant land.
In 1544 richtte hertog Albrecht de Universiteit van Koningsberg op, die de belangrijkste onderwijsinstelling voor lutheraanse pastoors en theologen van Pruisen werd. Het gebruik van de moedertaal in kerkdiensten maakte het mogelijk dat uit het Heilige Roomse Rijk verbannen lutheraanse pastoors en professoren, zoals Stanislovas Rapolionis en Abraomas Kulvietis, als hoogleraren werden benoemd. De universiteit werd ook een centrum van Litouwse taal en literatuur.
Na de overgang van de Duitse Ordestaat naar het hertogdom, kwam er niet meer vrijheid voor de boeren. De boeren op het Pruisische platteland werden afhankelijk van de adel. De Pruisische vrije boeren, ook de Kölmer (naar het Kölmer recht genoemd), kregen maar een zesde van het land in vergelijking met andere gebieden in de feodale tijd. De boerenopstand had de adel bang gemaakt en deze vroeg hertog Albrecht om hulp. De samenstelling van de adel ten opzichte van de boeren was niet veranderd.
De rechtspositie was door de overgang van de ordestaat naar het hertogdom amper veranderd. Albrecht was vazal van de Poolse kroon, maar hij wilde nog steeds een onafhankelijk Pruisen. Dit liet hij zien door een eigen leger op te zetten, een eigen munt te laten slaan, een provinciale Landdag en autonomie op het gebied van buitenlandse zaken.

### Gebrek aan erfgenamen
Albert stierf in 1568 waarna zijn zoon Albrecht Frederik het hertogdom erfde. In 1569 werd Albrecht Frederik door koning Sigismund II August van Polen in Lublin tot hertog van Pruisen gekroond. Omdat Albrecht op dat moment 15 jaar oud was, werd Joachim II Hector van Brandenburg, als co-regent aangesteld. Na de dood van Sigismund II August in 1572, was de Poolse troon anderhalf jaar vacant. Albert Frederik, nu meerderjarig, mengde zich in de keuze van de nieuwe vorst. In die periode ging zijn geestesgesteldheid achteruit. De nieuwe Poolse koning Stefanus Báthory stelde in 1578 George Frederik I van Brandenburg-Ansbach aan als mede-regent van Pruisen. Na de dood van George Frederik schonk de Poolse koning Sigismund III Vasa het hertogdom in Mitbelehnung (mee-belening) aan Joachim Frederik van Brandenburg van het Huis Hohenzollern. Het huwelijk tussen Johan Sigismund van Brandenburg en Anna van Pruisen, dochter van Albrecht Frederik, bezegelde de samensmelting van Pruisen en Brandenburg.

### Overgang naar Brandenburg-Pruisen

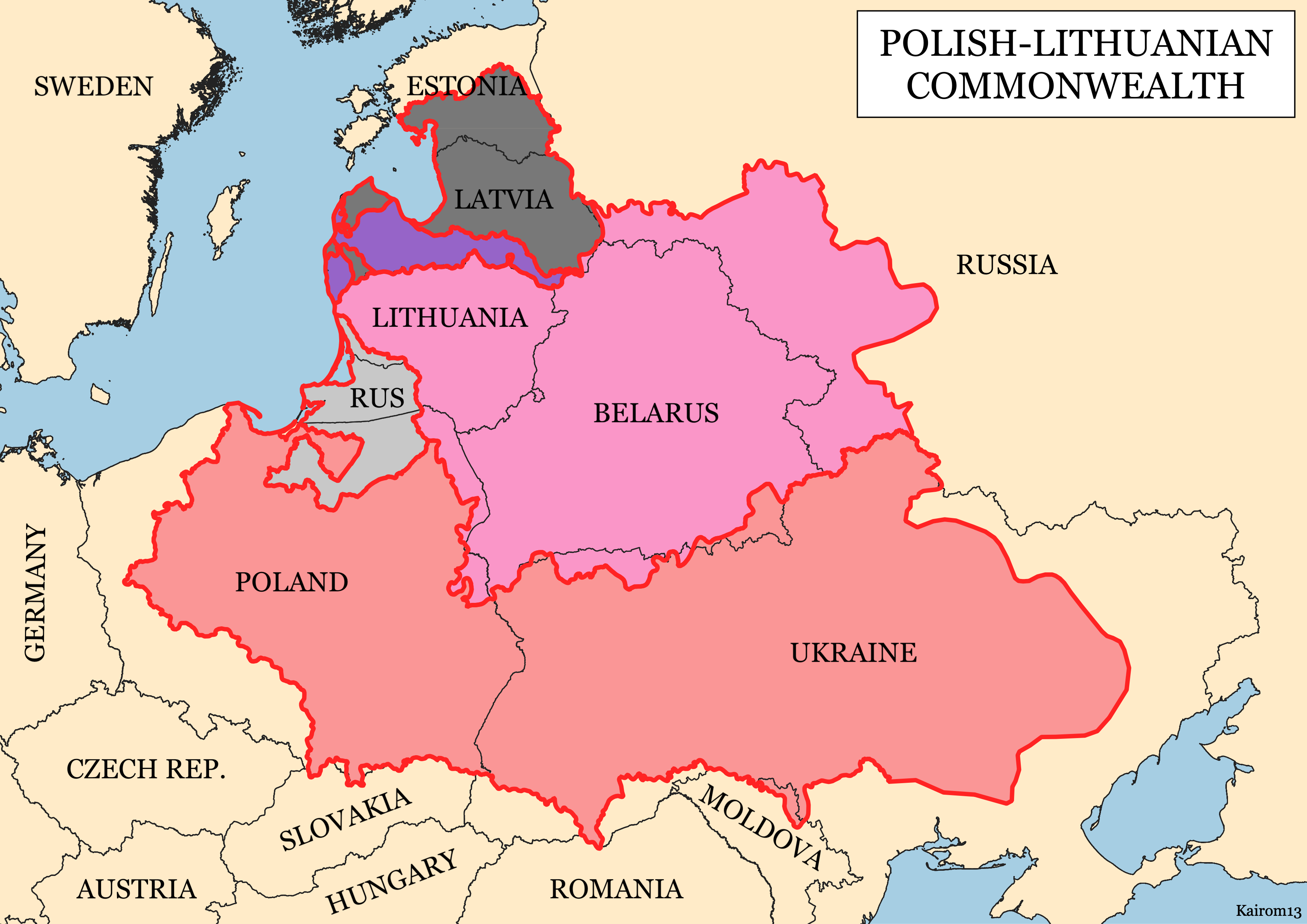
Het Pools-Litouwse Gemenebest na de Vrede van Deoelino
het Poolse deel
het Litouwse deel
Hertogdom Lijfland
Hertogdom Pruisen, Poolse vazal
Hertogdom Koerland en Semgallen, gezamenlijke vazal

Brandenburg was een vazalstaat van het Heilige Roomse Rijk, en het hertogdom Pruisen was een vazalstaat van de Poolse kroon. Dit maakte een echte unie over de bestaande grenzen heen onmogelijk. De facto werden Brandenburg en Pruisen steeds meer geregeerd als een eenheid, aangeduid als Brandenburg-Pruisen.

#### Georg Willem (1619-1640)
In 1618 brak de Dertigjarige Oorlog uit. Dat jaar stierf Albrecht Frederik. Het Verdrag van Warschau (1611) bepaalde dat zijn schoonzoon Johan Sigismund van Brandenburg hem mocht opvolgen. Hij was ook keurvorst van Brandenburg en regeerde in een personele unie met Pruisen dat nu de naam Brandenburg-Pruisen aannam. Een jaar later overleed Johan Sigismund zelf en volgde zijn zoon Georg Willem hem op.
De investituur van Georg Willem in het hertogdom volgde in 1623 waardoor de personele unie met Brandenburg bevestigd werd. Vele Pruisische Junkers waren er tegen dat het Huis Hohenzollern uit Berlijn over Pruisen zou regeren en deden een oproep aan koning Sigismund III van Polen om het hertogdom Pruisen bij Polen in te lijven, echter zonder succes.

#### Frederik Willem (1640-1688)
Frederik Willem I van Brandenburg was keurvorst van Brandenburg en hertog van Pruisen. Tijdens de Noordse Oorlog (1655-1660) speelde hij handig in op de wisselende situatie, eenmaal aan de zijde van Zweden (Verdrag van Königsberg) hoewel hij als hertog van Pruisen een vazal van Polen was; een andere maal aan de zijde van Polen (Verdrag van Wehlau).
Als tegenprestatie voor het ontbinden van het Zweeds-Pruisische bondgenootschap erkende Jan II Casimir van Polen de volledige soevereiniteit van Frederik Willem over het hertogdom Pruisen. Hiermee kwam een einde aan 200-jarige Poolse suzereiniteit over de Duitse Ordestaat en zijn opvolger het hertogdom Pruisen, en kreeg het gebied haar volledige soevereiniteit terug. Deze overeenkomst werd bekrachtigd door het Verdrag van Oliva (1660). In 1666 kwam het Hertogdom Kleef definitief in de handen van Brandenburg.
Lodewijk XIV van Frankrijk liet Brandenburg-Pruisen, bondgenoot van de Republiek der Zeven Verenigde Nederlanden, binnenvallen door Zweden in de Hollandse Oorlog. Alhoewel hij het Hertogdom Pommeren had kunnen veroveren, moest hij het ontruimen bij de Vrede van Saint-Germain (1679). Alleen het Zweedse gebied op de oostelijke oever van de Oder kwam nu aan Brandenburg, maar zonder Damm (Dabie) en Gollnow (Goleniów).

### Van hertog Frederik III tot koning Frederik IinPruisen
Gepikeerd dat de keurvorst van Saksen, Frederik August in 1697 tot koning van Polen werd gekroond, zocht Frederik III naar een manier om dezelfde status te bemachtigen. Aangezien Brandenburg in het Roomse Rijk lag, kon hij geen koning van Brandenburg worden. Daarom verhief hij het hertogdom Pruisen tot koninkrijk. Zo werd hij in 1701 keurvorst Frederik III van Brandenburg en koning Frederik I in Pruisen, zonder afbreuk te doen aan de status van Keizer Leopold I. De facto werden Brandenburg en Pruisen bestuurd vanuit Berlijn, de hoofdstad van Mark Brandenburg. De bestuurders kregen de hoogste adellijke titels die in het bestuur van Pruisen aanwezig waren.
Een jaar na dat annexatie van Koninklijk Pruisen in 1772, werden de Pruisische gebieden ingedeeld in provincies. Het gebied van het hertogdom Pruisen en het prinsbisdom Ermland werden hervormd tot de provincie Oost-Pruisen en het gebied van koninklijk Pruisen werd hervormd tot de provincie West-Pruisen. Door de opdeling van het Pruisische gebied in de provincies Oost- en West-Pruisen werd het koninkrijk Pruisen een soevereine staat en werd de status van hertogdom de jura opgeheven. Brandenburg bleef een vazal van het Heilige Roomse Rijk en werd wettelijk pas na de opheffing van het rijk in 1806 samengevoegd met Pruisen.